# 永續年金
永續年金（英語：Perpetual Annuity），是指沒有到期日的年金。沒有到期日，因此沒有終值問題。

## 永續年金現值的計算方式
- 支付時點為每期期初

{\displaystyle {\frac {PMT\times (1+k\%)}{k\%}}=p_{0}}
- 支付時點為每期期末

{\displaystyle {\frac {PMT}{k\%}}=p_{0}}
其中，PMT為定額現金流量，k為期利率。